# دائرة جانت
دائرة جانت، إحدى دوائر ولاية جانت كانت تتبع سابقا ولاية إليزي الجزائرية . عاصمتها بلدية جانت.

## بلديات دائرة جانت
تتكون دائرة جانت من بلديتين و هي :
- بلدية جانت
- بلدية برج الحواس

## وصلات أخرى

### وصلات داخلية
- جانت
- برج الحواس